# 250 (číslo)
Dvě stě padesát je přirozené číslo, které následuje po čísle dvě stě čtyřicet devět a předchází číslu dvě stě padesát jedna. Římskými číslicemi se zapisuje CCL a řeckými číslicemi σν.

## Matematika
250 je:
- Deficientní číslo
- Nešťastné číslo
- Nepříznivé číslo

## Chemie
- 250 je nukleonové číslo třetího nejstabilnějšího izotopu kalifornia[1]

## Astronomie
- (250) Bettina je planetka hlavního pásu, kterou objevil v roce 1885 Johann Palisa

## Doprava
- Silnice II/250 je česká silnice II. třídy vedoucí na trase Žatec – D7 – Břvany – I/28[2]

## Ostatní
- +250 je mezinárodní telefonní předvolba Rvandy

## Roky
- 250
- 250 př. n. l.